# Yamada Toshiki
Toshiki Yamada (sinh ngày 27 tháng 2 năm 1993) là một cầu thủ bóng đá người Nhật Bản.

## Sự nghiệp câu lạc bộ
Toshiki Yamada đã từng chơi cho Kyoto Sanga FC.